# Maison de Liechtenstein
La maison de Liechtenstein (Haus Liechtenstein en allemand) est une dynastie européenne qui règne sur la principauté de Liechtenstein depuis 1719. 

## Origine
Le premier membre connu de cette lignée est un certain Hue (c'est-à-dire Hugo) mort en 1156 qui est issu de la classe des fonctionnaires ou « ministériaux » du Saint-Empire. Son petit-fils Henri Ier († 1265) devient en 1229 seigneur de Nikolsbourg c'est-à-dire Mikulov en Moravie. Le nom même de la lignée émane du château de Liechtenstein, situé au sud de Vienne, en Autriche. Aucun membre de la famille n'occupe de position particulière jusqu'au début du XVIIe siècle. À cette époque Charles († 1628), fils de Hartmann II († 1585), seigneur de Feldsberg, est nommé gouverneur de Bohême. La maison des princes de Liechtenstein est issue de son frère cadet, Gundakar de Liechtenstein.

## Arbre généalogique
- Hartmann (1613-1686) ép. Sidonie-Élisabeth de Salm-Reifferscheidt (1623-1688)
  - Maximilien (1641-1709) ép. Jeanne de Liechtenstein (morte en 1672) puis Éléonore de Holstein-Wiezembourg (morte en 1702) puis Élisabeth de Liechtenstein (morte en 1744)
  - Antoine-Florian (1656-1721) ép. Éléonore de Thun (1661-1723)
    - Joseph-Jean-Adam ép. Gabrielle de Liechtenstein (1692-1713) puis Marie-Anne d'Oettingen-Spielberg (1693-1729) puis Marie-Anne Kottulinski (1707-1788)
      - Marie-Thérèse (1721-1753) ép. Joseph-Adam de Schwarzenberg (1722-1782)
      - Jean-Népomucène (1724-1748) ép. Marie-Josèphe de Harrach (1727-1788)
        - Marie-Anne (1745-1752)
        - Marie-Antoinette (1749-1813) ép. Wenceslas Paar (1744-1812)

    - Anne-Marie (1699-1753) ép. Jean-Ernest de Thun (1694-1717) puis Joseph-Wenceslas de Liechtenstein (1696-1772) q.v.
    - Éléonore (1705-1757) ép. Frédéric-Auguste de Harrach-Rohrau (1696-1749)

  - Philippe-Érasme (1664-1704) ép. Christiane de Lœwenstein-Wertheim-Rochefort (1665-1730)
    - Joseph-Wenceslas (1696-1772) ép. Anne-Marie de Liechtenstein (1699-1753)
    - Emmanuel (1700-1771) ép. Marie de Dietrichstein (1707-1777)
      - François-Joseph Ier (1726-1781) ép. Léopoldine von Sternberg (1733-1809)
        - Joseph (1752-1754)
        - Léopoldine (1754-1823) ép. Charles-Emmanuel de Hesse-Rheinfels-Rotenburg (1746-1812)
        - Antonia (1756-1821)
        - François (1758-1760)
        - Aloïs Ier (1759-1805) ép. Caroline de Manderscheid-Blankenheim (1768-1831)
        - Jean Ier Joseph (1760-1836) ép. Josepha de Fürstenberg-Weitra (1776-1848)
          - Léopoldine (1793-1808)
          - Aloïs II (1796-1858) ép. Franziska Kinsky von Wchinitz und Tettau (1813-1881)
            - Marie (1834-1909) ép. Ferdinand de Trautmansdorff (1825-1896)
            - Caroline (1836-1885) ép. Alexandre de Schönburg-Hartenstein (1826-1896)
            - Sophie (1837-1899) ép. Charles de Löwenstein-Wertheim-Rosenberg (1834-1921)
            - Aloysia (1838-1920) ép. Henri de Fünfkirchen (mort en 1885)
            - Ida (1839-1921) ép. Adolphe-Joseph de Schwarzenberg (1832-1914)
            - Jean II (1840-1929)
            - Françoise (1841-1858)
            - Henriette (1843-1931) ép. Alfred de Liechtenstein (1842-1907) q.v.
            - Anne (1846-1924) ép. Georges-Christian de Lobkowitz (1835-1908)
            - Thérèse (1850-1938) ép. Arnould de Bavière (1852-1907)
            - François Ier (1853-1938) ép. Elisabeth von Gutmann (1875-1947)

          - Sophie (1798-1869) ép. Vinzenz Graf Esterházy von Galántha
          - Marie-Joséphine (1800-1884)
          - François-Joachim (1802-1887) ép. Julie-Eudoxie de Potocka-Piława (1818-1895)
            - Alfred (1842-1907) ép. Henriette de Liechtenstein (1843-1931)
              - Françoise (1866-1939), célibataire
              - François (1868-1929), célibataire
              - Aloïs (1869-1955) ép. Élisabeth de Habsbourg-Lorraine (1878-1960)
                - François-Joseph II (1906-1989) ép. Georgina von Wilczek (1921-1989)
                  - Hans-Adam II (1945-) ép. Marie Kinský von Wchinitz und Tettau (1940-2021)
                    - Alois (1968-) ép. Sophie de Wittelsbach (1967-)
                      - Joseph Wenzel (1995-)
                      - Marie Caroline (1996-)
                      - Georg (1999-)
                      - Nikolaus (2000-)

                    - Maximilian (1969-) ép. Angela Gisela Brown (1958-)
                      - Alfons (2001-)

                    - Constantin (1972-2023) ép. Marie Kálnoky von Kőröspatak (1975-)
                      - Moritz (2003-)
                      - Georgina (2005-)
                      - Benedikt (2008)

                    - Tatiana (1973-) ép. Philipp von Lattorff (1968-)
                      - sept enfants

                  - Philipp (1946-) ép. Isabelle de l'Arbre de Malander (1947-)
                    - Alexander (1972-) ép. Astrid Barbara Kohl (1968)
                      - Theodora (2004-)

                    - Wenzeslaus (1974-)
                    - Rudolf Ferdinand (1975-) ép. Ilhan Tılsım Tanberk (1974-)
                      - Aliénor Faye (2014-2015)
                      - Laetitia (2016-)
                      - Karl Ludwig (2016-)

                  - Nikolaus (1947-) ép. Margaretha de Luxembourg (1957-)
                    - Leopold Emmanuel (1984-1984)
                    - Maria Anunciata (1985-) ép. Emanuele Musini (1979)
                    - Marie-Astrid (1987-) ép. Raphael Worthington (1985)
                    - Josef-Emanuel (1989-) ép. María Claudia Echavarría Suárez (1988)
                      - Leo (2023)
                      - Nikolai (2025)

                  - Nora (1950-) ép. Vicente Sartorius y Cabeza de Vaca
                    - Maria Teresa Sartorius y de Liechtenstein (1992)

                  - Wenzel (1962-1991)

                - Marie-Thérèse (1908-1973) ép. Arthur Strachwitz von Gross-Zauche und Camminetz (1905-1996)
                - Karl-Alfred (1910-1985) ép. Agnès de Habsbourg-Toscane (1928-2007)
                  - Dominik (1950-2009), ép. Eva Maria Lösch (1943-1998)
                  - Andreas (1952) ép. Silvia Prieto Figueroa (1952)
                  - Gregor (1954), célibataire
                  - Alexandra (1955-1993) ép Hans Lovrek (1955), divorcés
                  - Maria-Pia (1960), ép. Max Alexander Kothbauer (1950)
                  - Katharina (1964), ép. Jeremy Kelton (1960), divorcés, puis ép. Andrew Duncan Gammon (1958)
                  - Birgitta (1967), ép. Otto Gf Jankovich-Bésán de Pribér, Vuchin et Duna-Szekcsö (1967)

                - Georg-Hartmann (1911-1998) ép. Marie Christine de Wurtemberg (1924-)
                  - Margarita (1950-2013), ép. Johannes Peter Klien (1946-2014)
                  - Maria-Assunta (1952), ép. Harald Link (1955)
                  - Isabelle (1954), ép. Raimund comte zu Erbach-Fürstenau (1951-2017)
                  - Christoph (1958), célibataire
                  - Marie-Helene (1960), célibataire
                  - Georgina (1962), ép. Clemens comte von Waldburg zu Zeil und Trauchburg (1960)
                  - Michaela (1969), ép. Alexander Heuken (1977)

                - Ulrich (1913-1978), célibataire
                - Marie-Henriette (1914-2011) ép. Peter comte von Eltz (1909-1992)
                - Aloïs (1917-1967), célibataire
                - Henri (1920-1993) ép. Amélie Podstatzky-Lichtenstein (1935-2025)
                  - Maria Elisabeth (1969), ép. Gilles Rouvinez (1964)
                  - Hubertus Alois (1971), ép. Claudia Rüegg (1974)
                  - Marie Therese (1974)

              - Jean (1873-1959) ép. Marie Andrassy (1886-1961)
                - Alfred Géza (1907-1991), ép. Ludmila von Lobkowicz (1908-1974)
                  - Maria Christina (1933-2009), ép. (div.) Roland de Roys de Lédignan Saint Michel (1934-2017)
                  - Franz Géza (1935), ép. Laura Malvezzi Campeggi (1941-2011)
                    - Laurentia (1971-1971)
                    - Alfred Paolo (1972), ép. Alice Stori Deserti (1978)
                      - Emilia Laura (2006)
                      - Franz Cosimo (2009)
                      - Giulia Marina (2011)

                    - Lukas Wolfgang (1974), ép. Nathalie Geneviève Etchart (1972)
                      - Nora Manureva (2008)
                      - Lucie Louise (2012)

                    - Livia Margherita (1977), ép. Richard Turner (1974)

                  - Friedrich (1937-2010), ép. Annemarie Ortner (1948)
                    - Emanuel (1978), ép. Sonja Maria Monschein (1982)
                      - Leopold (2010)
                      - Heinrich (2012)
                      - Charlotte (2014)

                  - Anton (1940), ép. Rosmarie baronne Dreihann-Holenia von Sulzberg am Steinhof (1943)
                    - Ludmilla Stefanie (1974), ép. Christoph comte Calice (1964)
                    - Georg Clemens (1977)

                - Emmanuel (1908-1987), célibataire
                - Johannes Franz de Paula (1910-1975), ép. Karoline von Ledebur-Wicheln (1912-1996)
                  - Maria Eleonore (1937-2002), célibataire
                  - Eugen Hartmann (1939), ép. Maria Theresia von Goëß (1945)
                    - Johannes Leopold (1969), ép. Kinga Károlyi de Nagy-Károly (1973)
                      - Ida (2011)

                    - Anna Theodora (1970), ép. Alexander Kottulinsky (1967)
                    - Marie Ileana (1974), ép. Ferdinand von und zu Trauttmansdorff-Weinsberg (1970)
                    - Sophie Barbara (1984), ép. Clemens comte Hoyos (1981)

                  - Albrecht Johannes (1940-1917), ép. Tamara Nyman von Landskron (1939)
                  - Barbara (1942), ép. 1973 Alexandre de Yougoslavie (1924-2016)

                - Constantin (1911-2001), ép. Maria Elisabeth von Leutzendorff (1921-1944)
                  - Monica (1942), ép. André Franz Jordan (1933)

              - Alfred (1875-1912) ép. Thérèse-Marie d'Œttingen-Wallerstein (1887-1971)
                - Maria Benedikta (1913-1992), célibataire
                - Hans-Moritz (1914-2004) ép. Clothilde de Tour et Taxis (1922-2009)
                  - Diemut (1949), ép. Ulrich Köstlin (1952)
                  - Gundakar (1949), ép. Marie d'Orléans (1959)
                    - Leopoldine (1990)
                    - Marie Immaculee (1991)
                    - Johann Wenzel (1993), ép. Felicitas von Hartig (1994)
                    - Margarete (1995)
                    - Gabriel (1998)

                  - Alfred (1951), ép. Raffaella Ida Sangiorgi (1966)
                  - Adelgunde (1953)
                  - Karl Emmeran (1955)
                  - Maria Eleonore (1958)
                  - Hugo (1964), ép. Anabella Ohlmeier (1971), div.
                    - Maria (1998)

                - Heinrich (1916-1991), ép. Élisabeth d'Autriche (1922-1993)
                  - Vincenz (1950-2008), ép. 1) Hélène de Cossé-Brissac (1960) (div.), ép. 2) Roberta Valeri Manera (1953)
                    - Adelheid (1982), ép. Dominik comte Coundenhove-Kalergi (1973)
                    - Hedwig (1982), ép. Olivier Edouard Jean comte de Quélen (1980)

                  - Michael (1951), ép. Hildegard Berta Peters (1948)
                    - Therese Maria (1987)
                    - Gisela Maria (1990)

                  - Charlotte (1953), ép. Pieter van der Byl (1923-1999)
                  - Christoph (1956)
                  - Karl (1957)

              - Henri (1877-1915), célibataire
              - Charles (1878-1955) ép. Élisabeth d'Urach (1894-1962)
                - Wilhelm Alfred (1922-2006), ép. Emma von Gutmannsthal-Benvenuti (1926-1984)
                - Maria Josepha (1923-2005)
                - Franziska de Paula (1930-2006), ép. Rochus comte von Spee (1925-1981)
                - Wolfgang (1934), ép. Gabriele comtesse Basselet de la Rosée (1949)
                  - Stephanie (1976)
                  - Leopold (1978), ép. Barbara Wichart (1979)
                    - Lorenz (2012)
                    - Johanna (2015)

              - Georg Hartmann (1880-1931), célibataire

            - Joséphine (1844-1854)
            - Aloïs (1846-1920), ép. Marie Henriette Adelaide Fox (1850-1878) puis Johanna Elisabeth Maria von Klinkosch (1849-1925)
            - Henri (1853-1914), célibataire

          - Karl Borromäus Johann (1803-1871) ép. Rosalie d'Hemricourt von Grünne (1805-1841)
            - Rudolf (1833-1888), ép. Klara comtesse Sermage de Szomszédvár, divorce, puis ép. Marie Therese Hedwig Perzel
              - Klara Maria (1861-1861)

            - Philipp Karl Alexander (1837-1901), ép. Marianna Ctsa Marcolini-Ferretti (c.1845-1864), puis ép. Franziska Chalupatzky (1843-1921)
              - Karl Joseph (1862-1893)
              - Joseph Philipp (1863-1863)

            - Albertine Josepha (1838-1844)

          - Clotilde (1804-1807)
          - Henriette (1806-1886) ép. Joseph Graf Hunyady von Kethély
          - Frédéric (1807-1885) ép. Sophie Löwe (1811-1866)
          - Édouard (1809-1864) ép. Honoria Chonloniewska verw. Kowniacki (1813-1869)
          - Auguste (1810-1824)
          - Ida (1811-1884) ép. Karl Fürst Paar
          - Rodolphe (1816-1848)

        - Philippe-Joseph (1762-1802)
        - Marie-Josèphe-Hermengilde (1768-1845), ép. Nicolas II Esterházy (1765-1833)
          - postérité

      - Philippe (1731-1757)
      - Emanuel Joseph (1732-1738)
      - Jean (1734-1781)
      - Anton (1735-1737)
      - Joseph Wenzel (1736-1739)
      - Marie-Amélie (1737-1787), ép. Sigismond de Khevenhüller-Metsch (1732-1801)
      - Marie-Anne (1738-1814), ép. Emmanuel-Philibert de Waldstein (1731-1775)
      - Marie-Françoise (1739-1821), ép. Charles-Joseph de Ligne (1735-1814)
      - Maria Christina (1741-1819), ép. Ferdinand comte Kinsky von Wchinitz und Tettau (1738-1806)
      - Maria Theresia (1741-1766), ép. Karl Hieronymus comte Pálffy ab Erdöd (1735-1816)
      - Josef Leopold (1743-1771)

    - Johann Anton Hartmann (1702-1724)

## Sources
- Jiří Louda et Michael Maclagan, Les dynasties d'Europe, Bordas 1995,  (ISBN 2-04-027115-5).
- Anthony Stokvis, Manuel d'histoire, de généalogie et de chronologie de tous les États du globe, depuis les temps les plus reculés jusqu'à nos jours, préf. H. F. Wijnman, éditions Brill Leyde 1889, réédition, 1966, Volume II, chapitre VI « Généalogie de la maison de Liechtenstein »  tableau généalogique no 18.

## Site externe
- (en) Princely House of Lichtenstein - Site officiel de la Maison de Lichtenstein